# 布鲁斯·霍尔登
布鲁斯·霍尔登（英語：Bruce Holden，？—），新西兰男子赛艇运动员。他曾代表新西兰参加1986年英联邦运动会赛艇比赛，获得男子四人单桨有舵手银牌。